# Jeanne de Choiseul
Jeanne de Choiseul, née vers 1395 et morte après 1474, est dame de Choiseul et de Montaiguillon, en Champagne. Elle est la fille d'Aymé de Choiseul, seigneur de Choiseul, et de Claude de Grancey.

## Biographie
Né vers 1395, Jeanne de Choiseul est la fille et unique héritière d'Aymé de Choiseul, seigneur de Choiseul, et de Claude de Grancey.
Vers 1420, elle épouse en premières noces Étienne d'Anglure, fils d'Ogier IX, dit le Voyageur, seigneur d'Anglure, et d'Alix de Toucy. Puis en 1425, à la mort de son père, elle devient dame de Choiseul et transmet ses terres et titres à son époux, qui était partisan du roi d'Angleterre lors de la guerre de Cent Ans.
Vers 1441, elle devient veuve puis épouse en secondes noces Jean de Blaisy, seigneur de Villecomte, dont elle n'a probablement pas d'enfant.
En 1449, il doit soutenir un long procès contre son cousin Guillaume de Choiseul-Clefmont pour des affaires de famille.
De nouveau veuve avant 1453, elle épouse en troisièmes noces Jacques de Louhans, dont elle a deux autres enfants.
Elle décède après 1474 et transmet ses titres à son fils Guillaume d'Anglure, qui a déjà succédé à son père et son frère aîné. C'est donc par elle que s’éteint la ligne directe des Choiseul et elle est également la dernière de sa maison à posséder les terres de Choiseul.

## Mariage et enfants
Vers 1420, elle épouse en premières noces Étienne d'Anglure, fils d'Ogier IX, dit le Voyageur, seigneur d'Anglure, et d'Alix de Toucy, dont elle a sept enfants :
- Antoine d'Anglure, qui succède à son père comme baron d'Anglure et avoué de Thérouanne. Il épouse Jeanne de Rochebaron, fille d’Antoine, seigneur de Bersay et conseiller du Roi. Il meurt en 1462 avant sa mère sans laisser de postérité ;
- Antoine d'Anglure, abbé de Saint-Antoine de Lagny ;
- Guillaume d'Anglure, seigneur de Donjeux, Chacenay et Choiseul, puis baron d'Anglure et avoué de Thérouanne à la mort de son frère. Il épouse Jeanne de Vergy, d'où postérité ;
- Claudine d'Anglure, qui épouse Jean de Blaisy, seigneur de Villecomte, Galéas de Salazar, d'où postérité ;
- Guye d'Anglure, qui épouse Claude de Rochebaron ;
- Marguerite d'Anglure, qui épouse Mahiet de Guigné ;
- Marie d’Anglure, qui épouse Mile de Grancey, seigneur de Larrey.

Elle devient veuve avant 1441 et épouse en secondes noces Jean de Blaisy, seigneur de Villecomte.
De nouveau veuve avant 1453, elle épouse en troisièmes noces Jacques de Louhans, dont elle a deux autres enfants :
- Philippe de Louhans ;
- Jean de Louhans.

Elle est une troisième veuve vers 1462 ou 1471.